# جيسون كيني
جيسون كيني (Jason Kenny) هو لاعب أولمبي لرياضة ركوب الدراجات من بريطانيا العظمى. شارك في الأولمبياد الصيفي في 2008–2012، وفاز بما مجموعه 4 ميداليات.

## الميداليات
| ذهب | فضة | برونز | المجموع |
| 3   | 1   | 0     | 4       |

## روابط خارجية
- جيسون كيني على موقع الاتحاد الدولي للدراجات (الإنجليزية)
- جيسون كيني على موقع أرشيف الدراجات (الإنجليزية)
- جيسون كيني على موقع إحصائيات الدراجات الإحترافية (الإنجليزية)
- جيسون كيني على موقع CycleBase (الإنجليزية)
- جيسون كيني على موقع اللجنة الأولمبية الدولية (الإنجليزية)
- جيسون كيني على موقع أوليمبيديا (الإنجليزية)
- جيسون كيني على موقع اللجنة الأولمبية البريطانية (الإنجليزية)
- جيسون كيني على موقع اتحاد ألعاب الكومنولث (مؤرشف) (الإنجليزية)